# Coombes Ridge
Coombes Ridge ist ein Gebirgskamm mit nordsüdlicher Ausrichtung an der Oates-Küste des Australischen Antarktis-Territoriums. Er ragt 3 km westlich des Magga Peak auf und bildet den östlichen Rand der Lauritzen Bay.
Erste Luftaufnahmen entstanden bei der US-amerikanischen Operation Highjump (1946–1947). Kartiert wurde der Gebirgskamm am 20. Februar 1959 bei der von Phillip Law geleiteten Forschungsreise im Rahmen der Australian National Antarctic Research Expeditions mit dem Forschungsschiff Magga Dan. Das Antarctic Names Committee of Australia (ANCA) benannte ihn 1959 nach Bruce Coombes, Flughafeningenieur des australischen Ministeriums für Zivilluftfahrt, der die Forschungsreise zur Erkundung möglicher Flugplätze in der Umgebung der Wilkes-Station begleitete.